# Hoplitimyia mutabilis
Hoplitimyia mutabilis är en tvåvingeart som först beskrevs av Fabricius 1787.  Hoplitimyia mutabilis ingår i släktet Hoplitimyia och familjen vapenflugor. Inga underarter finns listade i Catalogue of Life.